# 대교 (기업)
대교(大敎, Daekyo)는 대한민국의 방문형 학습지 회사이다. 강영중 회장이 일본의 공문수학을 모태로 사업을 시작하였으나, 이후 결별한 뒤 독자적인 사업모델로 경영을 하고 있다. 브랜드는 눈높이이며, 학생의 눈높이에 맞춘 학력발달에 중점을 둔다. 경영이념은 '교학상장'으로 가르치며 배우면서 함께 성장한다는 뜻이다.
한편, 1990년 1월 21일 계열사 대교출판을 설립했으며 종합출판사 프레스빌을 1995년 1월 설립했으나 1997년 봄 대교출판에 흡수합병됐으며 대교의 출판사업부문은 2021년 12월 인수한  계열사  키즈스콜레에 양도했고 전집사업부문은 2023년 4월 키즈스콜레에 양도했다.
이후, 같은해 3월 케이블 TV가 대교방송(現 대교어린이TV)을 개국했으며, 2011년 3월 경영 효율성을 제고하고 사업 경쟁력을 강화하기 위해 대교출판을 합병했다. 2017년 5월에는 청평에 마이다스리조트를 오픈하였다.
아울러, 외환위기를 기점으로 매출 부진을 극복하지 못한 유아용품업체 베비라 인수설이 있었으나 무산되자 비슷한 형태(유아용품업체)의 마모스를 1999년 8월 인수했으며 이에 앞서 같은 해 7월 (주) 하모라를 설립했지만 '마모스'와 통신판매 '지브로'를 운영하느라 극심한 적자를 겪어오자  유아용품사업부를 2000년 8월 (주) 하모라로 분사시켰고 기존 하모라 상호명은 (주) 지브로로 변경됐으며 2005년 7월 (주) 대교CNS로 바뀌었다.

## 관계사
- 모회사: 대교홀딩스
- 자회사
  - 대교에듀피아: 페르마수학학원, 퓨처키즈, 공부와락, 보험사업 (2020년 12월 청산)
  - 대교에듀캠프: 방과후 학교 서비스, 영유아대상 교육서비스, 여행사업, 공연사업
  - KnowRe : 어댑티브 러닝 솔루션 개발
- 계열사
  - 대교CNS: IT장비 판매, SW유통, SI, SM
  - 대교뉴이프: 시니어 케어 전문 플랫폼
  - 대교스쿨플러스: 교육 서비스업
  - 대교D&S: 골프장운영(청평마이다스, 이천마이다스, 가산마이다스), 건물유지보수 및 관리
  - 강원심층수: 천년동안심층수, 베이비워터
  - 에듀베이션: 학원운영시스템(통통통),강사구인구직 플랫폼(훈장마을)
  - 트니트니: 백화점 문화센터 영유아 놀이 프로그램
  - 키즈스콜레: 영유아 오프라인 및 온라인 학습 관련, 영유아 출판, 전집 출판
  - 해외법인: 대교아메리카,대교홍콩,대교인도네시아,대교말레이시아,대교인도,상해대교,심천대교,장춘대교

## 자회사
- 대교어린이TV
- 대교 뉴이프 플러스